# Nancy Jane Currie-Greggová
Nancy Jane Currie-Greggová, rozená Nancy Jane Deckerová (* 29. prosince 1958 Wilmington, stát Delaware, USA), později používala příjmení Sherlocková a Currieová, je americká letkyně, důstojnice, kosmonautka a univerzitní profesorka. Ve vesmíru byla čtyřikrát.

## Život

### Studium a zaměstnání
Absolvovala střední školu Troy High School v městě Troy (1977) a pak pokračovala ve studiu biologie na Ohijské státní univerzitě. Studium v Ohiu ukončila v roce 1980 a přihlásila se do armády. Studovala rok na letecké škole US Army Aviation School a stala se z ní na dalších 6 let armádní pilotka vrtulníků. Zároveň pokračovala ve vysokoškolském studiu na University of Southern California, které ukončila v roce 1985.
Od roku 1987 začala pracovat pro NASA v Houstonu. Letový výcvik absolvovala v letech 1990 až 1991 a pak byla zařazena do jednotky aktivních astronautů NASA.
Po skončení kariéry astronautky zastávala řídcí pozici v inženýrském bezpečnostním centru NASA a později zahájila vědeckou a pedagogickou činnost v oblasti inženýrství na Texas A&M University v College Station v Texasu.

### Lety do vesmíru
Na oběžnou dráhu se v raketoplánech dostala čtyřikrát ve funkci letové specialistky a strávila ve vesmíru 41 dní, 15 hodin a 32 minut. Byla 293. člověkem ve vesmíru, 23. ženou.
- STS-57 Endeavour (21. června 1993 – 1. července 1993)
- STS-70 Discovery (13. červenec 1995 – 22. červenec 1995)
- STS-88 Endeavour (4. prosince 1998 – 13. prosince 1998)
- STS-109 Columbia (1. března 2002 – 12. března 2002)

### Osobní život
Třikrát se vdala. S prvním manželem Richardem Sherlockem mají jedno dítě. Její druhý manžel, vojenský pilot David William Currie, zemřel v roce 2011. Třetím manželem je bývalý rozhlasový novinář a podnikatel Tim Gregg.